# طاق پتکین

اصل بنیادی در ساخت قوس پتکین

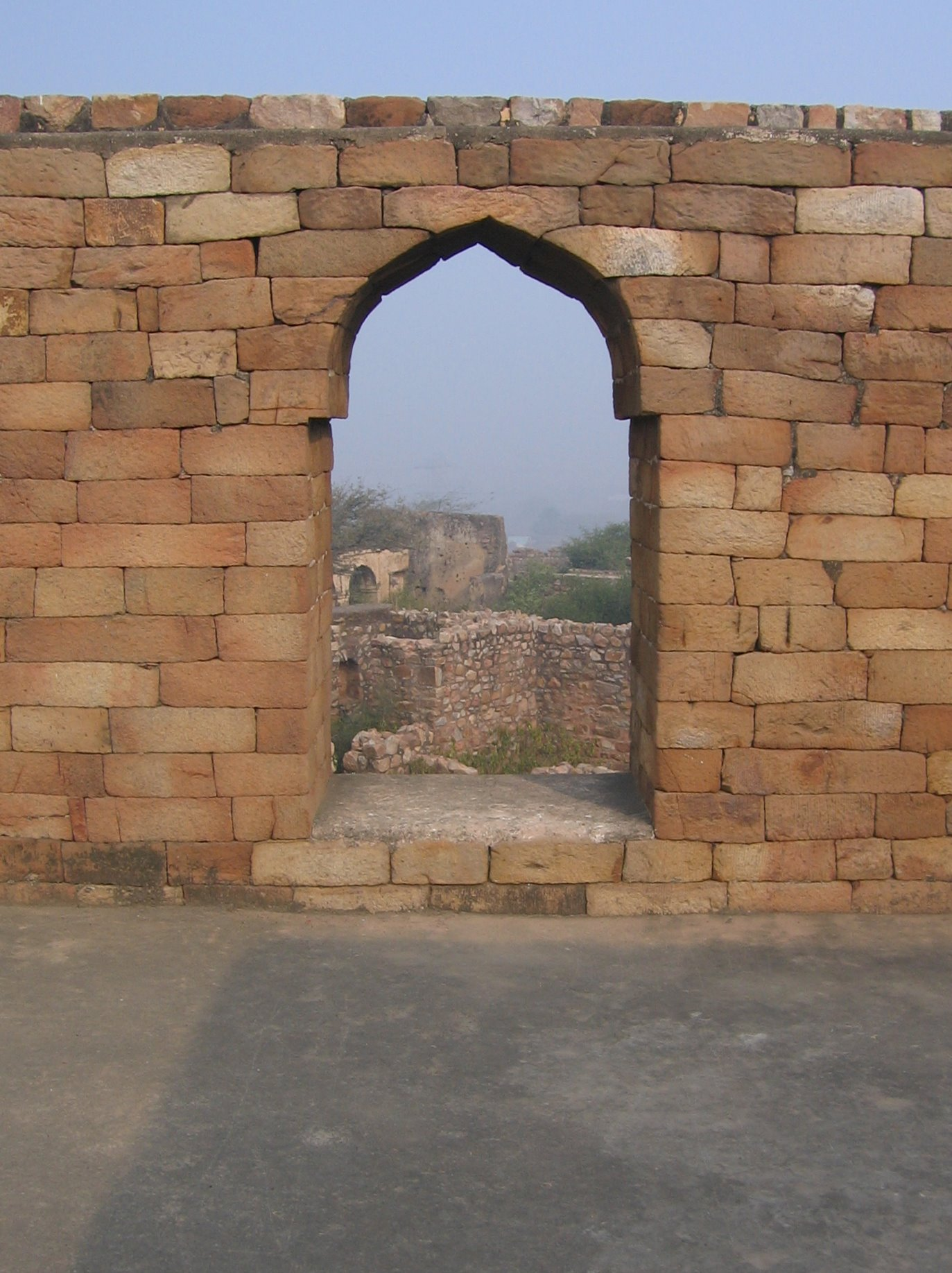
تویزه با قوس پتکین در آرامگاهی در هند

تاق پتکین یا تاق پتکانه یا تاق تونجه (انگلیسی: Corbel arch) یک قوس معماری است که با استفاده از تکنیک پتکین ایجاد می‎شود و یک تویزه یا فضای مسقف را ایجاد می‌کند. در این تکنیک پس از گذشتن ارتفاع دیواره از حدی مشخص، ردیف‌های بعدی به تدریج به سمت داخل پیش‌روی می‌کنند تا در نهایت به هم رسیده و قوس بسته شود.

## نگارخانه

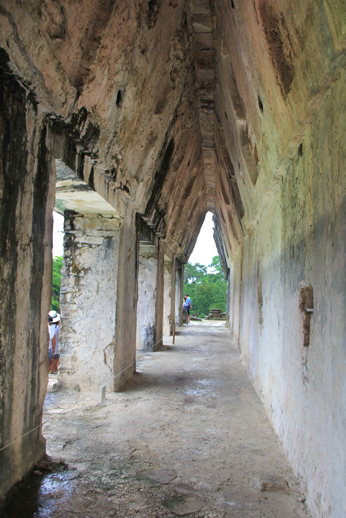
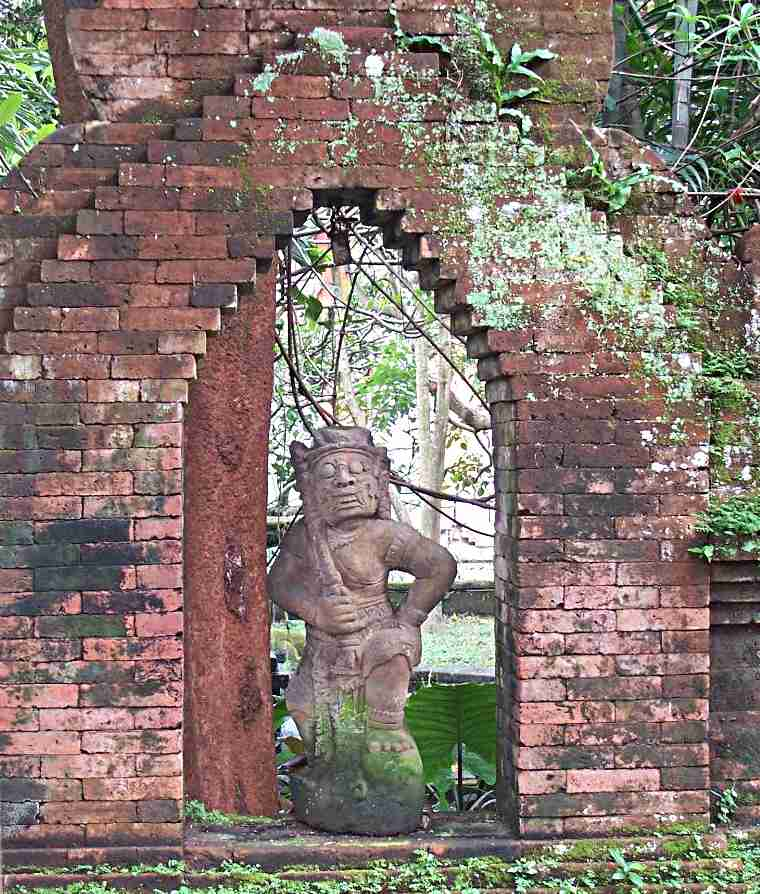
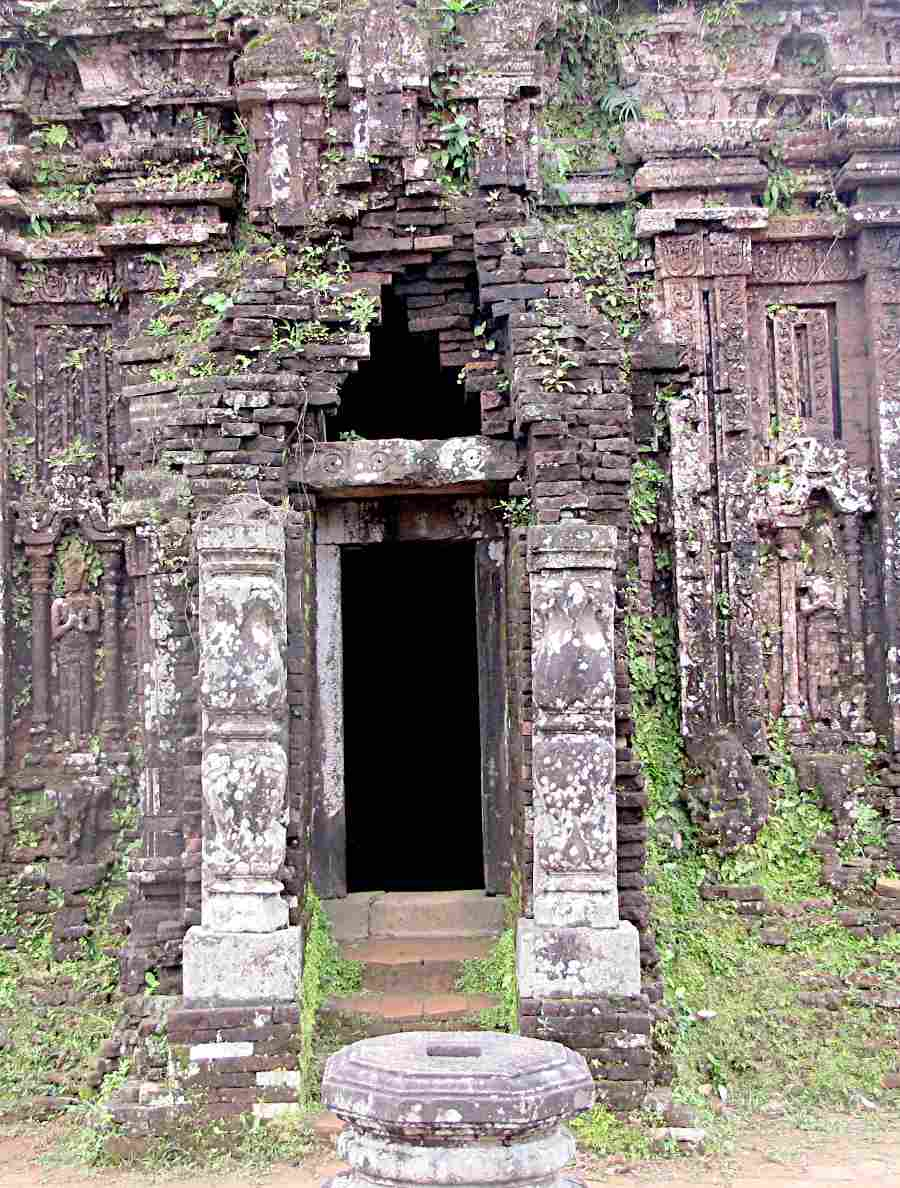
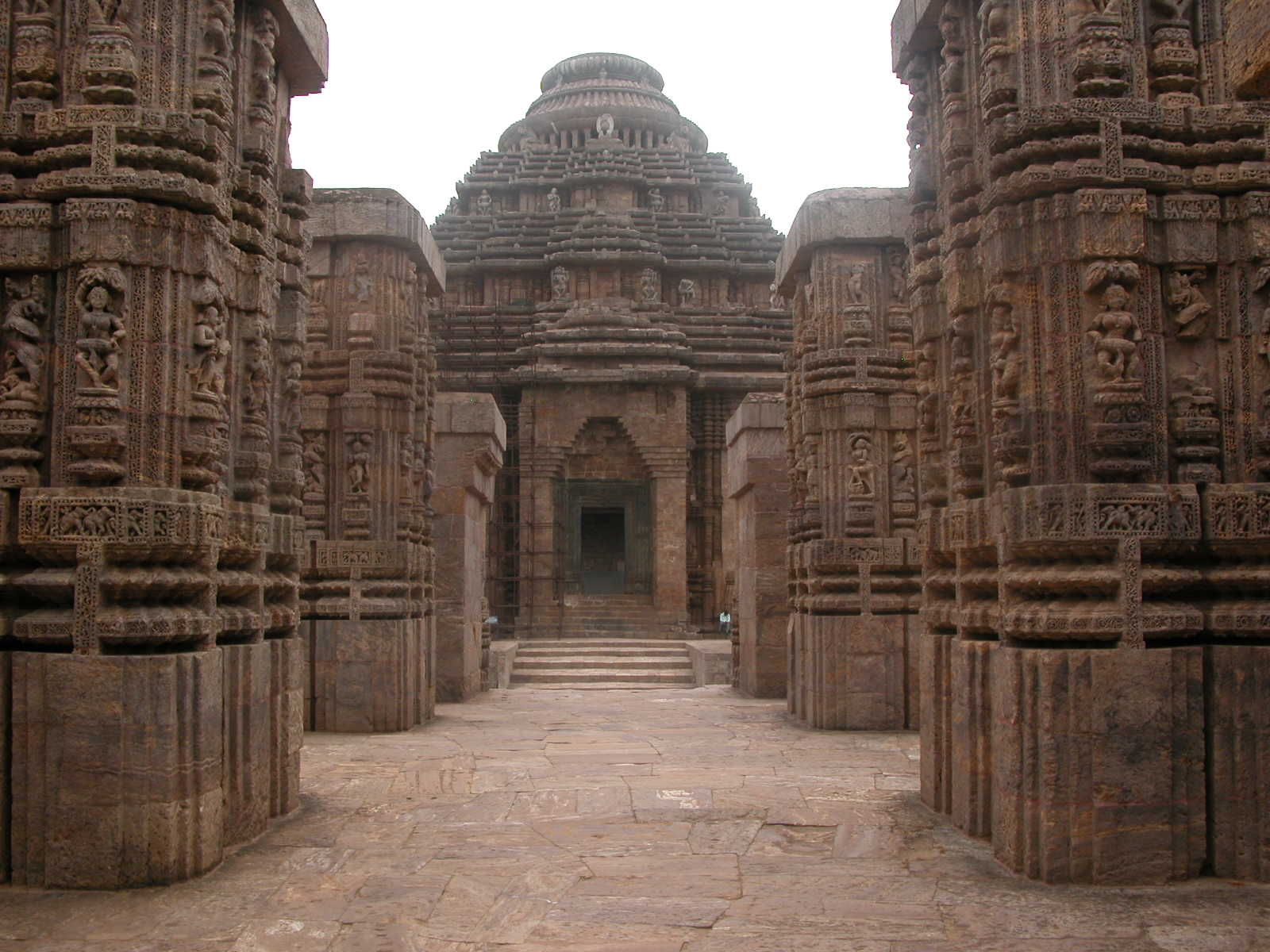